# 五朵金花
《五朵金花》是1959年上映的中国大陆喜剧片，由王家乙导演，赵季康、王公浦联合编剧，長春電影製片廠摄制。影片以云南大理为背景，讲述了白族青年阿鹏（莫梓江饰）对同族姑娘金花（杨丽坤饰）一见钟情后，四处寻找金花的故事。
影片是一部中华人民共和国国庆十周年献礼作品，由国务院总理周恩来提议拍摄，文化部副部长夏衍定稿。虽然带有政治献礼性质，且当时正处“大跃进”和人民公社化运动时期，但因高层有意拍摄为一部轻松愉快并适宜向国外发行的影片，片中并未直接出现政治性语言，而是着重展现人民生活与自然风光，“大跃进”等场景是从侧面表现。影片于1959年5月30日在大理开机拍摄，6月底因遇上雨季，转至吉林通化继续拍摄，9月末完工，送审后在剧情上做过改动，最终于11月在全国上映。
影片放映后，在中国大陆以及第三世界国家都有较大影响，《五朵金花》先后在46个国家公映，创下当时中国电影在国外发行的纪录，获得过多个奖项，并在2000年“中国电影百年十佳”评选中获得冠军。

## 劇情
劇情描述白族青年阿鵬在雲南大理三月街上與一名女子副社長金花偶遇。剛巧金花車子壞了，阿鵬幫忙修理，兩人一見鍾情。後在蝴蝶泉邊互贈信物，約定明年三月山茶花開的季節相會。
阿鵬在次年依約前來，卻未見到意中人金花。阿鵬走遍蒼山下每個村寨，到洱海尋找金花，先後遇到四位號稱金花（炼钢厂金花、拖拉机手金花、畜牧场金花、积肥模范金花的女孩。一位搖船的阿婆說自己女兒叫金花，積肥模範金花告訴阿鵬畜牧場還有個金花，一連串發生許多趣事與誤會。接著阿鵬在蒼山上救了一個姑娘也叫金花飾），是在煉鐵廠工作。
在公社的拖拉機站有場婚禮，阿鵬誤會金花另嫁他人，金花也以為阿鵬變心。後來阿鵬再次遇到煉鐵廠的金花，卻又引起其丈夫誤會，最終請來副社長金花調解。經過一番波折，阿鵬與金花終有情人終成眷侶。
据学者邹鹃薇，本片剧情反映了白族长篇诗歌《望夫云》和根据《水浒传》第五回改编的京剧《花田错》的影响。

## 演员
- 杨丽坤：饰公社副社长金花，剧中女主角
- 莫梓江：饰白族青年阿鹏，剧中男主角
- 王苏亚：饰炼铁厂金花
- 谭尧中：饰畜牧场金花
- 孙静贞：饰公社积肥模范金花
- 朱一锦：饰拖拉机手金花
- 黄钟：饰赴云南写生之画家
- 闫杰：饰赴云南创作之音乐家
- 张雄：饰管闲事大叔
- 王春英：饰炼铁厂组长
- 杨桂珍：饰小花
- 李月娥：饰小仙
- 赵羽青：饰洱海打鱼婆婆
- 黄虹：饰三月三集会女歌唱家[1]

## 制作

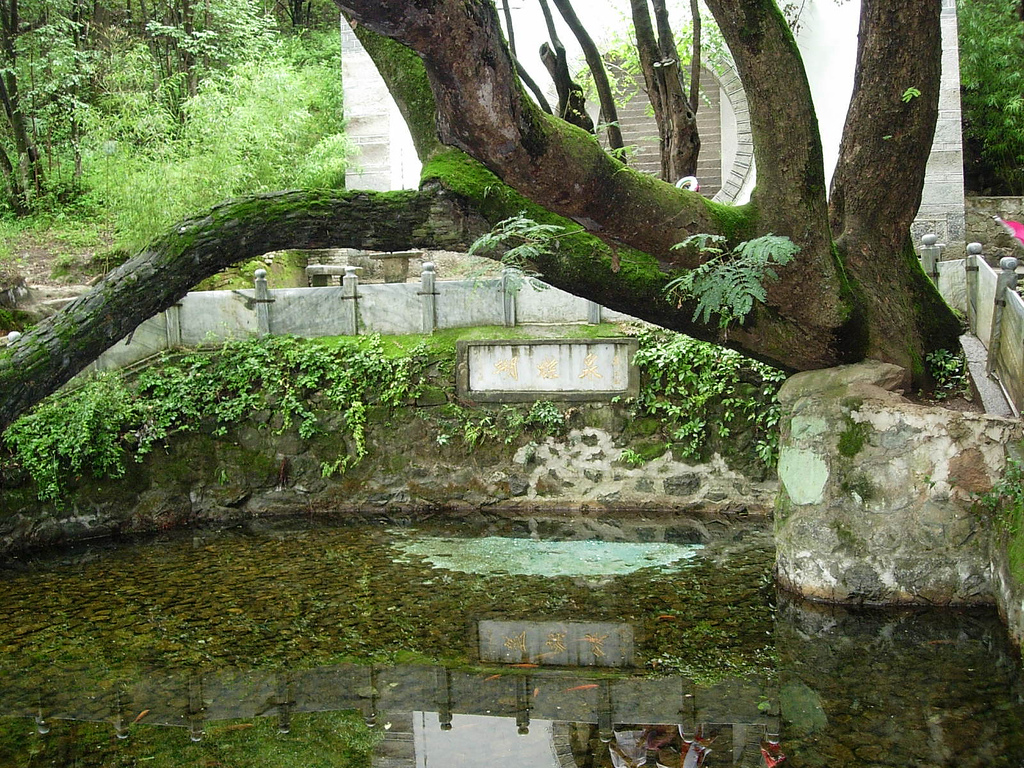
位于云南大理的蝴蝶泉

### 创作背景
影片1959年开始拍摄，当时正值中国电影紧跟政治形势的时期，1957年至1958年中国许多制片厂都在“放卫星”，短期制造大量质量低劣的电影。1958年10月25日，中宣部发文，责成各电影厂拍摄若干部思想内容和艺术形式都好的电影，中央有意拍摄轻松愉快并适宜向国外发行的影片，后决定以云南大理为故事发生地，拍摄彩色风光故事片。
《五朵金花》的剧本最初由赵继康、王公浦夫妇撰写，原名叫《朵朵金花》，后来经过层层审阅、修改，金花的数量由12个减为5个。影片于1959年5月30日在大理开机拍摄，6月底因遇上雨季，转至吉林通化继续拍摄。
1959年10月，影片在经过周恩来、邓小平、康生等人的一致认可后，给予公映，并在46个国家（一说35国）放映。

### 选角

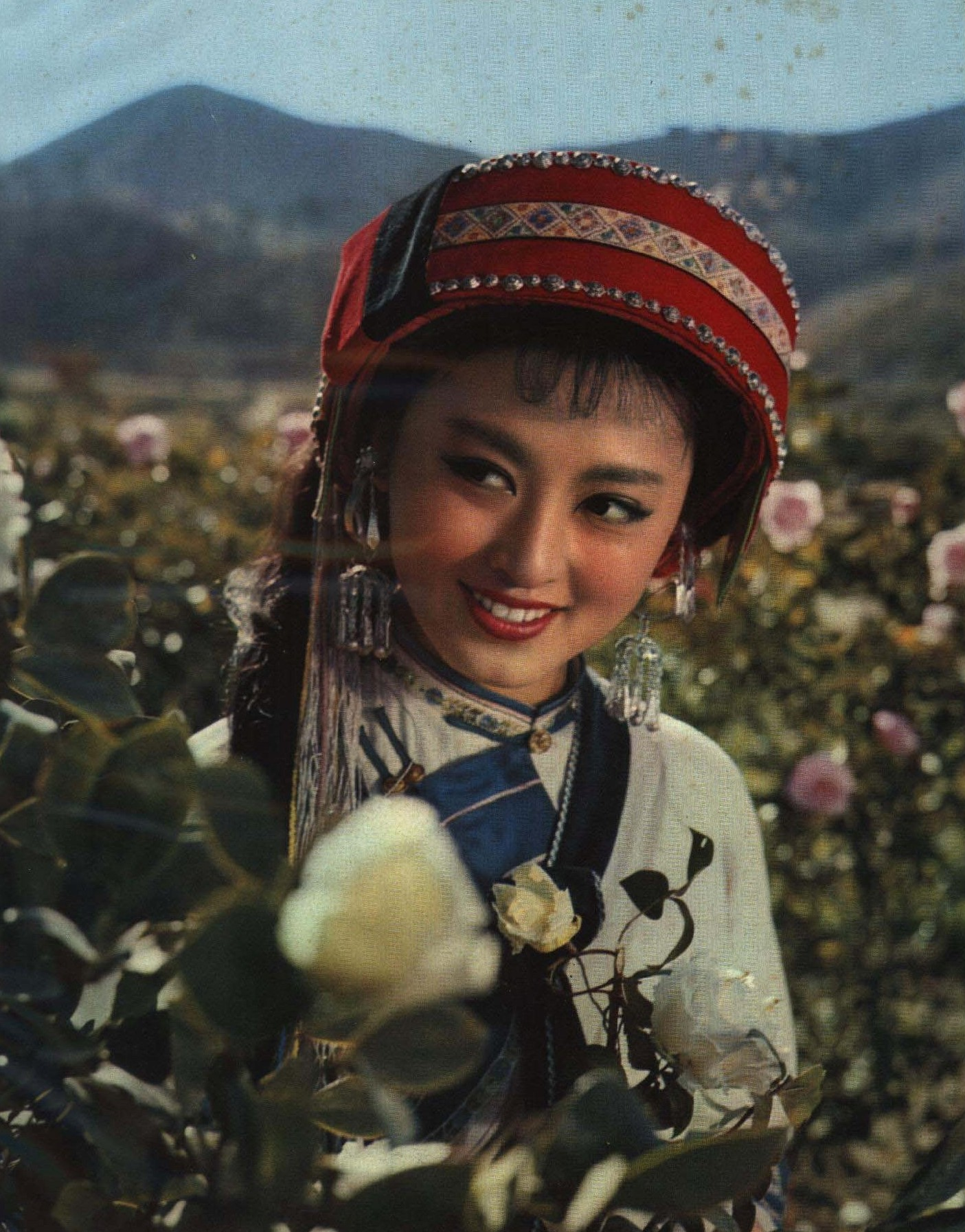
杨丽坤

杨丽坤出生于云南省普洱县磨黑镇，1959年18岁时被长春电影制片厂的导演王家乙选中，主演《五朵金花》中的女主角副社长金花。

### 音乐
根据白族民歌改编的电影插曲《蝴蝶泉边》是脍炙人口的中国民歌经典之一。

## 评价
《五朵金花》出片后迅速得到广阔的褒扬。在学术界，本片被夸赞“突破了传统的喜剧的框框”，“是社会主义喜剧的发展方向”。文革中，《五朵金花》遭到批判，成为了“大毒草”“反动电影”，并受到了江青、姚文元的点名批判，此时具体的批判包括“攻击三面红旗，丑化少数民族，宣扬爱情至上”。江青等人认为莫梓江剧中饰演的阿鹏像个二流子，将其强制下放劳动四年。

## 獎項

### 1960年第二屆埃及亞非電影節
- 導演銀鷹獎：王家乙
- 最佳女演員銀鷹獎：杨丽坤

### 2000年中国“百年最佳影片”
- 10大影片之一

## 知识产权争议
2001年，《五朵金花》的编剧赵季康和王公浦起诉云南曲靖卷烟厂，认为其生产的“五朵金花”牌香烟侵犯了剧本的著作权，并构成不正当竞争。在长达8年的诉讼过程中，云南省高院合议庭最终认为：“由于现行的《著作权法》没有明确表述对作品名称的保护，因此“单就‘五朵金花’一词而言，得不到著作权保护。”其判决引起了当时法律界的争议。